# Pangasinensische Sprache
Die pangasinensische Sprache (spanisch Idioma pangasinense, Eigenbezeichnung Pangasinensisch: Salitan Pangasinán) ist eine der zwölf Hauptsprachen auf den Philippinen.
Sie wurde bislang mit der eigenen Baybayin-Schrift geschrieben, diese wurde in der spanischen Kolonialzeit noch beibehalten. In der amerikanischen Kolonialzeit wurde die Baybayin-Schrift aber durch die lateinische Schrift abgelöst.
Die pangasinensische Sprache wird von mehr als anderthalb Millionen Pangasinensen in der Provinz Pangasinan gesprochen, dem indigenen Volk, das diese Sprache als Muttersprache spricht. Zudem wird es auch in anderen pangasinensischen Gemeinschaften auf den Philippinen sowie von pangasinensischen Immigranten in Spanien und in den Vereinigten Staaten gesprochen. Pangasinensisch ist die Hauptsprache in der Provinz von Pangasinan, die sich in dem westlich-zentralen Areal der Insel Luzon entlang des Lingayen-Golfes befindet und von Pangasinensen bevölkert wird. Es ist die offizielle Regionalsprache in der Provinz Pangasinan, die eine Gesamtbevölkerung von 2.434.086 (Stand: 2000) hat und wo die pangasinensische Sprache immer mehr von Tagalog, der Nationalsprache Filipino und vor allem vom Englischen verdrängt wird.